# Михеево (Ярославский район)
Михеево — деревня в Ярославском районе Ярославской области России. Входит в состав Курбского сельского поселения Мордвиновского сельского округа.

## География
С севера от села протекает река Пахма — приток Которосли.
Ближайшие населённые пункты: деревни Мордвиново, Афонино, Дёгтево.

## Население
| 2007 | 2010 |
| ---- | ---- |
| 8    | ↗14  |

### Историческая численность населения
Численность населения по состоянию на 1 января 1989 года — 12 человек.
По состоянию на 2002 год в деревне проживало 3 человека.

### Национальный и гендерный состав
Согласно результатам переписи 2010 года население составляют 7 мужчин и 7 женщин.

## Инфраструктура
Основа экономики — личное подсобное хозяйство. По состоянию на 2021 год большинство домов используется жителями для постоянного проживания и проживания в летний период. Вода добывается жителями из личных колодцев.
Почтовое отделение №150534, расположенное в деревне Мордвиново, на март 2022 года обслуживает в деревне 21 дом.

## Транспорт
Михеево расположено рядом с автодорогой «Тутаев — Шопша». Остановка общественного транспорта «Михайловское», обслуживаемая автобусным маршрутом №153 «Ярославль-Главный — Курба».